# Helodon gibsoni
Helodon gibsoni är en tvåvingeart som först beskrevs av Twinn 1936.  Helodon gibsoni ingår i släktet Helodon och familjen knott. Inga underarter finns listade i Catalogue of Life.